# ژاک هونتزینگر
ژاک هونتزینگر (فرانسوی: Jacques Huntzinger‎؛ زادهٔ ۸ ژانویهٔ ۱۹۴۳) دیپلمات اهل فرانسه است. او پیشتر سفیر فرانسه در کشورهای اسرائیل، استونی، و جمهوری مقدونیه بوده‌است. هونتزینگر در دههٔ ۱۹۸۰ عضو حزب سوسیالیست (فرانسه) بود. او در زمان سفارتش در مقدونیه در برخی مساعی بین‌المللی در مورد بالکان از جمله جنگ کوزوو تأثیرگذار بود.
هونتزینگر به درخواست فرانسوا میتران بنیان «فروم مدیترانه‌ای» را گذاشت. وی همچنین برندهٔ جوایزی همچون لژیون دونور (افسر) شده‌است.